# Nick Brandt

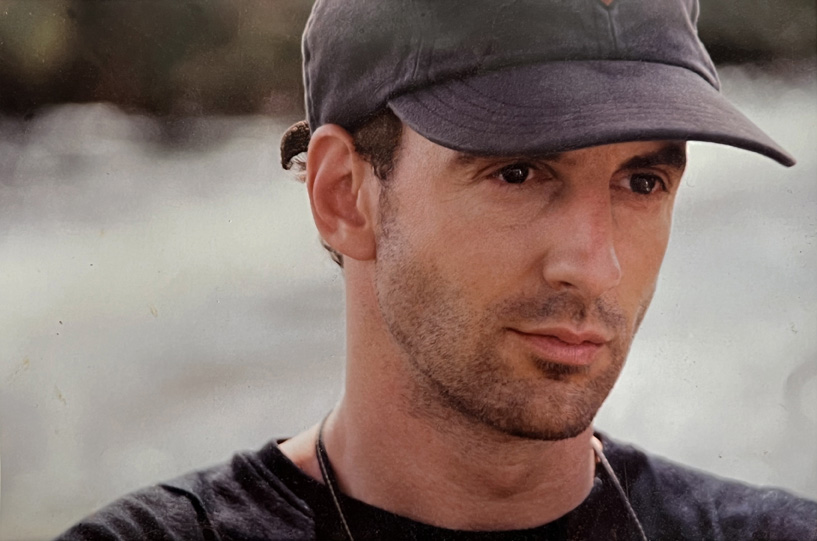
Nick Brandt

Nick Brandt (* 1966 in London) ist ein britischer Fotograf. Bekannt wurde er durch seine großformatigen Tieraufnahmen der afrikanischen Tierwelt. Brandt ist Gründer der Big Life Foundation zur Erhaltung der Wildtiere und des Ökosystems Afrikas. Er lebt heute in Topanga in Kalifornien.

## Leben
Brandt studierte Filmkunst und Malerei am Central Saint Martins College of Art and Design in London. Nach einem Umzug nach Kalifornien im Jahr 1992 arbeitete er zunächst hauptsächlich bei Filmen und Musikvideos mit. Begeistert von der afrikanischen Tierwelt während der Dreharbeiten zum Musikvideo zu Michael Jacksons Earth Song 1995 in Tansania, beschäftigte er sich zunehmend mit der afrikanischen Tierwelt und begann, diese fotografisch festzuhalten.
Ab dem Jahr 2000 erschienen mehrere Bildbände, seine Werke wurden in Einzelausstellungen in renommierten Galerien weltweit gezeigt.
Im September 2010 gründete er zum Schutz der Tierwelt und des Ökosystems Afrikas eine Non-Profit-Stiftung mit dem Namen Big Life Foundation.

## Kunst
Auch wenn er immer wieder als Naturfotograf tituliert wird, bezeichnet er sich selbst lieber als Porträtfotograf. Er bemüht sich, seine Aufnahmen stets aus größtmöglicher Nähe zum Motiv zu machen, anstatt Teleobjektive zu verwenden.

„Ich bin davon überzeugt, dass man als Fotograf die Persönlichkeit eines Tieres ganz anders einfangen kann, wenn man den Tieren sehr nahe kommt. Niemand käme auf die Idee, einen Menschen aus dreißig Metern Entfernung porträtieren und dabei die Persönlichkeit dieses Menschen festhalten zu können.“

Daneben sind aber auch seine Panoramaaufnahmen bekannt geworden. Brandt erzeugt Wirkung nicht nur durch die Größe seiner Bilder, sondern auch durch die differenzierte Ausarbeitung in Schwarz-Weiß. Er zeigt in Ausstellungen die im Mittelformat aufgenommenen Fotografien sehr großformatig, oft in leicht sepiafarbener Tönung. Seine Bilder wirken dadurch oft, als stammten sie aus einer vergangenen Zeit. Brandt möchte damit „die bedauernswerte Realität und die prekäre Lebenssituation der Tiere“ wiedergeben.
Internationale Aufmerksamkeit erreichten 2013 Brandts Fotografien kalzifizierter Tiere aus dem Lake Natron.
Seine Werke präsentiert Brandt in der Trilogie On this Earth (2005), A Shadow Falls (2009) und Across Ravaged Land (2011), die in großformatigen, aufwendig gedruckten Büchern vorliegt. Weitere Serien erarbeitete er 2016 mit Inherit the Dust und 2018 This Empty World. Im letzteren Projekt verwendet er erstmals Farbe und stellt durch Montage die fortschreitende  Zerstörung des natürlichen Lebensraumes von Afrikas Tierwelt eindringlich in den Fokus.

## Ausstellungen (Auswahl)
- 2025 Litauisches Nationalmuseum, Riga
- 2025 Cankarjev dom und Galerija Fotografija, Ljubljana, Slowenien
- 2024 Chungmu Art Center, Seoul, Südkorea
- 2023 Sliperiet Kunsthalle Borgvik, Schweden
- 2022 Shanghai Center of Photography
- 2022 The Museum of Photographic Arts, San Diego
- 2021 Fotografiska Tallinn
- 2019 Finnisches Nationalmuseum, Helsinki
- 2019 Edwynn Houk Gallery, New York
- 2017 Multimedia Art Museum, Moskau
- 2016 Fotografiska Stockholm
- 2016 Stadthaus Ulm (2016)
- 2012 Galerie Hasted Kraeutler, New York
- 2011 Fotografiska, Stockholm, Schweden
- 2011 Holden Luntz Gallery, Palm Beach, USA
- 2011 Iris Gallery, Boston, USA
- 2009 Shapiro Gallery, Sydney, Australien[1]
- 2009 CameraWork Gallery, Berlin

## Buchveröffentlichungen
- Schatten über der Wildnis. Knesebeck, München 2009, ISBN 978-3-86873-134-7 (A Shadow Falls, 31x39 cm)
- Quer durch wüstes Land. Knesebeck, München 2013, ISBN 978-3-86873-663-2 ( Across Ravaged Land, 34x39 cm)
- The Day May Break. Hatje Cantz, Berlin 2021, ISBN 978-3-7757-5089-9.
- SINK / RISE, The Day May Break, Chapter three. Hatje Cantz, Berlin 2024, ISBN 978-3-7757-5673-0.